# Lacinipolia columbia
Lacinipolia columbia är en fjärilsart som beskrevs av Smith 1887. Lacinipolia columbia ingår i släktet Lacinipolia och familjen nattflyn. Inga underarter finns listade i Catalogue of Life.